# They Sure Don’t Make Basketball Shorts Like They Used To
They Sure Don't Make Basketball Shorts Like They Used To es un álbum de la banda de rock alternativo Hoobastank (entonces conocidos como «Hoobustank»), publicado en 1998  y editado y producido por ellos mismos. Se distingue de los álbumes posteriores en que las canciones oscilan entre géneros como el funk metal y el ska punk alejándose del rock alternativo o el post-grunge, estilos habituales del grupo. Esto se debe, en parte, al uso del saxofón.

## Lista de canciones
| N.º | Título                        | Duración |  |
| 1.  | «Earthsick»                   | 3:50     |  |
| 2.  | «Foot in Your Mouth»          | 3:14     |  |
| 3.  | «Karma Patrol»                | 3:28     |  |
| 4.  | «Stuck Without a Voice»       | 3:32     |  |
| 5.  | «Can I Buy You a Drink»       | 3:55     |  |
| 6.  | «Naked Jock Man»              | 3:26     |  |
| 7.  | «Our Song»                    | 4:02     |  |
| 8.  | «The Mirror»                  | 3:42     |  |
| 9.  | «Educated Fool»               | 3:49     |  |
| 10. | «The Dance That Broke My Jaw» | 9:04     |  |